# Ya'an
Ya'an, tidigare romaniserat Yachow, är en stad på prefekturnivå i Sichuan-provinsen i sydvästra Kina. Den ligger omkring 130 kilometer sydväst om provinshuvudstaden Chengdu strax öster om den tibetanska högplatån. Ya'an var åren 1950-1955 huvudstad i den numera upplösta provinsen Xikang.

## Administrativ indelning
Ya'an är indelat i två stadsdistrikt och sex härad:
| Karta         | Nr       | Namn   | Kinesiska     | Pinyin  | Befolkning (2004 uppsk.) | Yta (km²) | Befolknings- täthet (/km²) |
| ------------- | -------- | ------ | ------------- | ------- | ------------------------ | --------- | -------------------------- |
|               |          |        |               |         |                          |           |                            |
| Stadsdistrikt |          |        |               |         |                          |           |                            |
| 1             | Yucheng  | 雨城区 | Yǔchéng qū    | 340 000 | 1 060                    | 321       |                            |
| Härad         |          |        |               |         |                          |           |                            |
| 2             | Mingshan | 名山县 | Míngshān xiàn | 260 000 | 614                      | 423       |                            |
| 3             | Yingjing | 荥经县 | Yíngjīng xiàn | 140 000 | 1 781                    | 79        |                            |
| 4             | Hanyuan  | 汉源县 | Hànyuán xiàn  | 350 000 | 2 349                    | 149       |                            |
| 5             | Shimian  | 石棉县 | Shímián xiàn  | 120 000 | 2 678                    | 45        |                            |
| 6             | Tianquan | 天全县 | Tiānquán xiàn | 150 000 | 2 394                    | 63        |                            |
| 7             | Lushan   | 芦山县 | Lúshān xiàn   | 120 000 | 1 364                    | 88        |                            |
| 8             | Baoxing  | 宝兴县 | Bǎoxīng xiàn  | 60 000  | 3 114                    | 19        |                            |

## Klimat
Genomsnittlig årsnederbörd är 1 606 millimeter. Den regnigaste månaden är juli, med i genomsnitt 392 mm nederbörd, och den torraste är januari, med 12 mm nederbörd.